# シェリー・レヴィーン
シェリー・レヴィーン（Sherrie Levine、1947年 - ）は、アメリカの写真家、画家、コンセプチュアルアーティスト。ウォーカー・エバンスや エドワード・ウェストンの写真作品を撮影し、まったく同じ複製品を作り、作品として発表するアプロプリエイション作品で有名。

## 経歴
レヴィーンは1947年にペンシルベニア州ヘイズルトンで生まれた。1969年にウィスコンシン大学マディソン校で学位を得たのち、1973年に同校で博士号を得た。

## 作品

### 主な活動
多くのレヴィーンの作品は、ウォーカー・エバンス、ドガ、マルセル・デュシャン、ブランクーシらの初期モダニズムの作家のよく知られた作品の、アプロプリエイションを行っている。アプロプリエイションアートはモダンアートの初期に先駆的に行なわれ、1970年代後半に盛んになった芸術の手法で、レヴィーンはこの手法の代表的人物とされている。80年代にはニューヨークのイーストビレッジにおいてアプロプリエイションを用いた芸術家があつまり、際立った存在となった。アプロプリエイションは広く流通するイメージが持つ同一性を解体し、文脈や解釈に依存するイメージのあり方に注意を向けた。
1977年、レヴィーンはダグラス・クリンプがキュレーションを行なった、ニューヨークの Artist Space で行なわれた Pictuers という展覧会に参加した。この展覧会にはロバート・ロンゴ、トロイ・ブラウンタッチ、ジャック・ゴールドスタイン、フィリップ・スミスなども参加した。クリンプがこの展覧会で命名した "ピクチャージェネレーション" という名称は、70年代後半から80年代前半にかけてミニマリズムから写真を用いた作品へと移行していった芸術家の世代の呼称として後代用いられるようになった。
レヴィーンは After Walker Evans という1981年にニューヨークの Metro Pictures Gallery での個展で発表された作品でよく知られている。この作品はよく知られたウォーカー・エバンスの写真を、ウォーカー・エバンスのカタログを撮影することで複写し、レヴィーン自身の作品として何の手を加えることなく発表するというもので、多くの人の注目を集めた。エバンスは James Agee と共作の Let Us Now Praise Famous Men という大恐慌のころの田舎に住む貧しいアメリカ人の写真をまとめた本によって有名であり、レヴィーンの作品はこの本からアプロプリエイションを行った。エバンスの遺産財団は著作権侵害として、レヴィーンの作品の販売を差し止めた。のちにレヴィーンはエバンスの遺産財団に作品を寄付し、現在はメトロポリタン美術館の所蔵となっている。。この作品はポストモダンの象徴的作品となっている。再撮影や女性によるイメージの占有によってイメージの持つメッセージを括弧に入れ 、イメージを所有する権利について省察している。写真の被写体への女性としての連帯が、エバンスが占有していたイメージの権利のレヴィーンによるイメージの再占有という手法に表れている。
レヴィーンがほかにも様々な作家でアプロプリエイションを行っている。例えばエリオット・ポーターや エドワード・ウェストンの写真作品にアプロプリエイションを行った作品。画集を撮影することで製作したゴッホの絵画のアプロプリエイション。レジェの作品の上に水彩絵の具で色を塗ったアプロプリエイション。合板の節穴の部分に明るい単色を塗っただけの作品（合板を作った労働者の作品のアプロプリエイションといえる）。マルセル・デュシャンの『泉』(1917) を模して鋳造されたブロンズの彫刻 Fountain (1991) などがある。Fountain はオリジナリティーの概念について注目した作品であり、レヴィーンが芸術作品のまったく同じコピーを作るのではなく、意図をもってリメイクされている。この作品ではピカピカに磨かれた表面仕上げのブロンズを意図的に選択し、ブランクーシを連想させるようにしている。レヴィーンは二人の芸術家の作品を結びつけると同時に、それを自己の作品にするという方法によって、オリジナリティの在り方について複雑な問いを投げかけ、コピーとオリジナリティの関係についての謎めいたアイデアを提示する。
1993年、フィラデルフィア美術館所蔵のブランクーシの作品をガラスキャストでコピーし、ガラスの彫刻として Museum Studies というタイトルの展覧会で発表した。2009年にメトロポリタン美術館が開催した The Pictures Generation においてレヴィーンの作品が展示された。2011年にはホイットニー美術館がレヴィーンのキャリアを回顧する展覧会 Mayhem を行った。Sherrie Levine: Mayhem はキャリア初期のよく知られた写真のアプロプリエイション作品から近年の Crystal Skull series (2010) まで網羅的に展示された大規模な展覧会であった。2016年には単色の絵画と冷蔵庫を並べて作品とする SMEG Refrigerator and Renoir Nudes series を発表した。2016年-2017年に Neues Museum Nürnberg で個展 After All を行なった。

### フェミニズム
レヴィーンの作品は80年代のフェミニズム理論に関連付けられることが多い。Difference: On Representation and Sexuality (1984) においてバーバラ・クルーガー、ジェフ・ウォール、メアリー・ケリーらとともにレヴィーンの作品が展示された。この展覧会が単純な性差や性のイメージの表現による構築というテーマより性によってもたらされる社会的な抑圧について注目した展覧会であり、展示されたレヴィーンの After Ernst Ludwig Kirchner はそのテーマに適していた。彼女の著名な男性芸術家の作品のアプロプリエイションは、性差をテーマとしたこの展覧会においてフェミニズム的な批評性によって、芸術のオーサーシップにおける男性優位に光を当てた。

## 展示
- Sherrie Levine: La Fortune (After Man Ray), San Francisco Museum of Modern Art (1991)[18]
- Sherrie Levine: Newborn, Philadelphia Museum of Art; Portikus, Frankfurt, Germany; Marian Goodman Gallery, New York; The Menil Collection, Houston; Museum of Contemporary Art, Los Angeles (1993-1995)[19]
- Inviter 5/ Sherrie Levine, Casino Luxembourg - Forum d'art contemporain, Luxembourg (1997)[20]
- Taking Pictures: Sherrie Levine after Walker Evans, Harn Museum of Art, University of Florida, Gainesville (1998)[21]
- New Sculpture, 1996-1999, with Joost van Oss, Musée d'art moderne et contemporain (MAMCO), Geneva (two-person exhibition) (1999)[22]
- Abstraction, The Arts Club of Chicago, Chicago (then traveled to Georgia O'Keeffe Museum, Santa Fe (2006)[23]
- Pairs and Posses, Museum Haus Lange, Krefeld (2010)[24]
- Mayhem, Whitney Museum of American Art, New York (2011)[25]
- Sherrie Levine, Portland Art Museum, Oregon (2013)[26]
- After All, Neues Museum, State Museum for Art and Design in Nuremberg, Germany (2016)[27]

## パブリックコレクション
レヴィーンの作品は下記の美術館によって所蔵されている。
- Art Institute of Chicago[28]
- Centre Georges Pompidou, Paris[29]
- The Broad, Los Angeles[30]
- Hirshhorn Museum and Sculpture Garden, Washington[31]
- Institute of Contemporary Art, Boston[32]
- Los Angeles County Museum of Art[33]
- Louisiana Museum of Modern Art, Humlebæk, Denmark[34]
- Musée d’art moderne et contemporain (MAMCO), Geneva[35]
- The Menil Collection, Houston[36]
- The Metropolitan Museum of Art, New York[37]
- Museum of Contemporary Art Chicago[38]
- Museum of Modern Art[39]
- The National Museum of Art, Osaka[40]
- Philadelphia Museum of Art[41]
- Sammlung Goetz, Munich[42]
- San Francisco Museum of Modern Art[43]
- Solomon R. Guggenheim Museum, New York[44]
- Tate Gallery, London[45]
- Whitney Museum of American Art[46]